# برنس أوف بيرجيا (لعبة فيديو 1989)
أمير بلاد فارس أو أمير فارس أو برنس اوف بيرشيا (بالإنجليزية:  Prince of Persia)‏ لعبة فيديو أكشن (Action)(تصويب منظور الشخص الثالث)(Third-Person Shooter) شهيرة. طورت في الأصل من قبل شركة برودربوند (بالإنجليزية: Brøderbund)‏ , وصممت من قبل جوردن ميكنر (بالإنجليزية:  Jordan Mechner)‏ في 1989 م على نظام أبل2.لم تأخذ هذه اللعبة شهرة في العالم العربي في ذلك الوقت بسبب النظام المشغل لهذه اللعبة.حيث كان الانتشار الأوسع لصالح شركات آتاري (بالإنجليزية:  Atari)‏ وسيجا (بالإنجليزية:  Sega)‏ ولعبة العائلة (بالإنجليزية:  Family game)‏, حتى عام2003 عندما أصبحت تطور من قبل شركة يوبي سوفت (بالإنجليزية:  Ubisoft)‏ الشهيرة، حيث شكلت قفزة نوعية كبيرة لألعاب الفيديو.

## التسمية
.
- عند سؤال (جورن)مصمم اللعبة عن سبب التسمية، قال " جميع مصممي العاب الاكشن اتجهو نحو استخدام الاسلحة في المعارك والقتال في ذلك الوقت، اما انا فتوجهت لاستخدام القتال بالسيف وعندها استوحيت الاسم والقصة من كتاب ألف ليلة وليلة (بالإنجليزية: Arabian Nights)‏"

## قصة اللعبة (الرواية)
كما سلف فقد استوحيت قصص اللعبة من كتاب ألف ليلة وليلة الشهير الغامض لذلك لا يمكن ان ندرك حقيقة المكان والزمان.الا انها كانت في بلاد الشام وبلاد الرافدين وبلاد فارس والهند اما الزمن فهيا منذ العصور الغابرة كالسومري والبابلي إلى العصور الإسلامية.وفي كل إصدار هنالك الأمير (لا يذكر له اسم) وحبيبة (تظهر بعدة اشكال وأسماء حسب الإصدار) ورجل شرير (أيضا يظهر بعدة اشكال وأسماء حسب الإصدار). لكل إصدار من إصدارات اللعبة قصة مختلفة عن الأخرى لكنها مترابطة فيما بينها. وهناللك عدة نقاط نميزها في اللعبة:
- الرسومات توحي بالمكان التي تجري فيه أحداث اللعبة.

1. القباب
2. الاقواس
3. برج بابل
4. الازقة
5. الزخارف

- الشخصيات غامضة الا انها تقارب ملامح سكان الشرق الأوسط والهند
- بعض الرسومات والشخصيات تعود بك إلى العصر الروماني

## الجوائز
حصلت سلسلة هذه اللعبة على الكثير من الجوائز العالمية.
- سجلت ستة ارقام في موسوعة غينيس للأرقام القياسية (بالإنجليزية: Guinness World Records) لصالح هذه اللعبة منها أول صورة حركية في لعبة فيديو